# جون كريكفالوسي
مايكل جون كريكفالوسي (باللغة الإنجليزية: Michael John Kricfalusi), معروف مهنياً تحت اسم "جون ك.", هو راوي ومدون ورسام رسوم متحركة كندي سابق معروف لإبتكاره سلسلة الرسوم المتحركة الشهيرة رن وستمبي. من 1989 حتى 1992. كان مشاركاً قوياً في أول موسمين من البرنامج في كل جانب من إنتاجه عمليا، وذلك يشمل أداءه الصوتي لشخصية رن هويك وشخصيات أخرى، وفي بضع حلقات الموسم الثاني من البرنامج كان يُكلّف بيلي ويست بالأداء الصوتي لشخصية رن هويك، والتي تمت تكلفته لأداء صوتها في حلقاتٍ كاملة لمدة ثلاث سنين على الأقل. إبتداءاًً من حلقات طفيفة من الموسم الثاني للبرنامج حتى الموسم الخامس والأخير من البرنامج.
وُلد في كيبك، قضى كريكفالوسي طفولته المبكرة في ألمانيا وبلجيكا قبل ذهابه لكندا في السن السابعة من عمره. اكتسب مهاراته بسبب نسخه لبعض الرسوم المتحركة الموجودة في الجرائد والكتب الهزلية في طفولته. ومن تعلمه الكرتون وأنظمته الإنتاجية في فترتي الأربعينيات والخمسينيات. المؤثر الأساسي في رسمه هو بوب كلامبيت. قبل ذهابه للوس أنجلوس في العام 1978. تعاون مع رالف باكشي وعمل لفيلميشن، هانا-باربيرا للإنتاج، وشركة ديك للترفيه في برامج مختلفة. في العام 1989, أسس كريكفالوسي بالتعاون مع بضع من زملائه في إنتاج الرسوم المتحركة إستوديو الرسوم المتحركة «سبمكو». الذي بقي معها حتى إغلاقها في عام 2005. نيكلوديون فصلت كريكفالوسي من العمل على برنامجه الخاص رن وستمبي. وذلك بسبب إختلافات إبداعية، وفشله في مقابلة المواعيد النهائية للإنتاج. استمر البرنامج في ثلاث مواسم إضافية بدون مشاركته العمل. عقب ذلك، أخرج وأنتج عدة إعلانات رسوم متحركة تلفزيونية وفيديوهات موسيقية لفنانين مثل بيورك وتينيشس دي. في أواخر التسعينيات، ابتكر أول مسلسلات كرتونية تنتج حصرياً على الإنترنت: برنامج جورج ليكور الملعون وويكند بوسي هنت الموجهان للبالغين والراشدين. عاد للتلفاز مع برنامجين جديدين وهما The Ripping Friends (بالعربية: أصدقاء التمزيق) ونسخة البالغين من رن وستمبي والذي يطلق عليها اسم "Ren & Stimpy: Adult Party Cartoon" (بالعربية: رن وستمبي: كرتون حفلة البالغين). منذ 2006, حافظ كريكفالوسي على مدونة مخصصة للكرتون والرسوم المتحركة. هناك، صاغ «أسلوب CalArts»، وهو تحقير يستخدم في جمالية الرسوم المتحركة على نطاق واسع في عام 2010.
في 2018, تم إتهام كريكفالوسي في قضية فنانَتا سبمكو سابقتين بتهمة استمالتهم والتعدي عليهما جنسياً في أواخر التسعينيات، عندما كانتا مراهقتان. أصدر كريكفالوسي إعتذاراً عم بذر منه من تصرفات. متهماً صحته النفسية وضعف سيطرته على إنفعالاته. أعلن منذ ذلك عن إنسحابه عن صناعة الرسوم المتحركة الإحترافية.